# キャスケット・ア・トロア・ポン

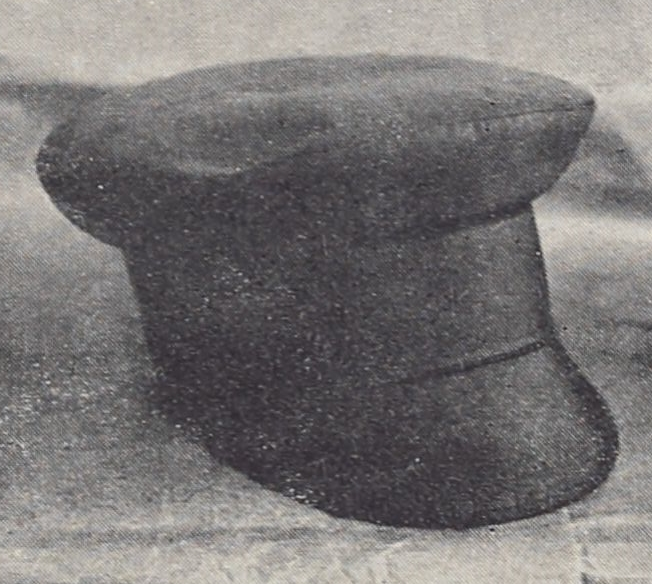
キャスケット・ア・トロア・ポン（1890年）

キャスケット・ア・トロア・ポン（casquette a trois ponts）は、19世紀のパリで下層階級の男性に流行した平らなつば付き帽の一種。また、この帽子の名前に由来する「キャスケット・ア・ポン」とは、当時の「与太者」を示す語。

## 概要
山（クラウン）が平たく前庇（ブリム）がつく形状から、一見すると水兵帽に似た形をしている。最大の特徴は、山の中央部が蛇腹状になっていることで、もともとは三段程度に折り畳んだことから「トロア」と呼ばれる。
上流階級の証であるシルクハットのような山の高い帽子を、無理やり押しつぶして下層階級のキャスケットのように平たく仕上げた皮肉な形状。奇抜な形状から当然被る者も限られており、下層階級に属する、それも素行の良くない人間に好まれた。
アンリ・ペリュショは『ロートレックの生涯』の中で淫売屋の主人が無理やりキャバレーに乗り込もうとしたところをオーナーに阻まれ乱闘になったと書き残しているが、この粗暴な淫売屋の主人がキャスケット・ア・トロア・ポンを被っていたと記録されている。ちなみにこの騒動でキャバレー「ル・シャノワール」がロシュシュアール街からラヴァル街に移転し、その跡地にロートレック行きつけの「ル・ミルリトン」が開店することとなった。ロートレックは帽子を好んだ画家として知られるが、上流階級の出身でありながらシルクハットを嫌悪して山高帽や麦藁帽を愛用していたと伝えられる。
上流階級を示す高い円筒形の山を持つシルクハット、広く着用された椀を伏せたような盛り上がった山を持つボウラーハット（山高帽）、下層階級の被った山の低いキャスケット、と19世紀は帽子で身分を区別される時代であった。そのような時代に生まれたのが、上流階級を挑発するかのようなわざと低く押しつぶした山を持つキャスケット・ア・トロア・ポンであった。

## ギャラリー

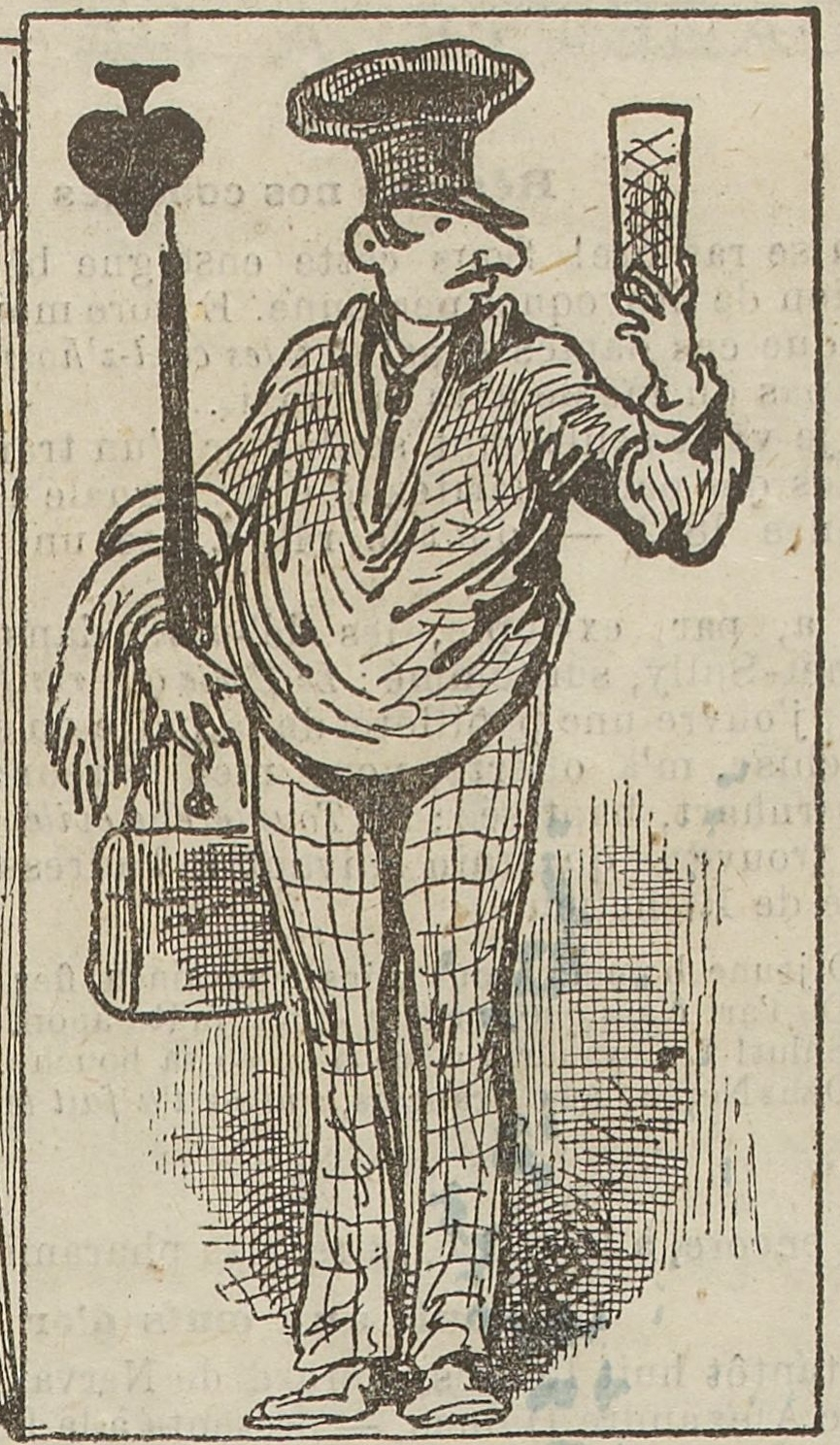
Marlou dessiné par Paul Hadol (1873)
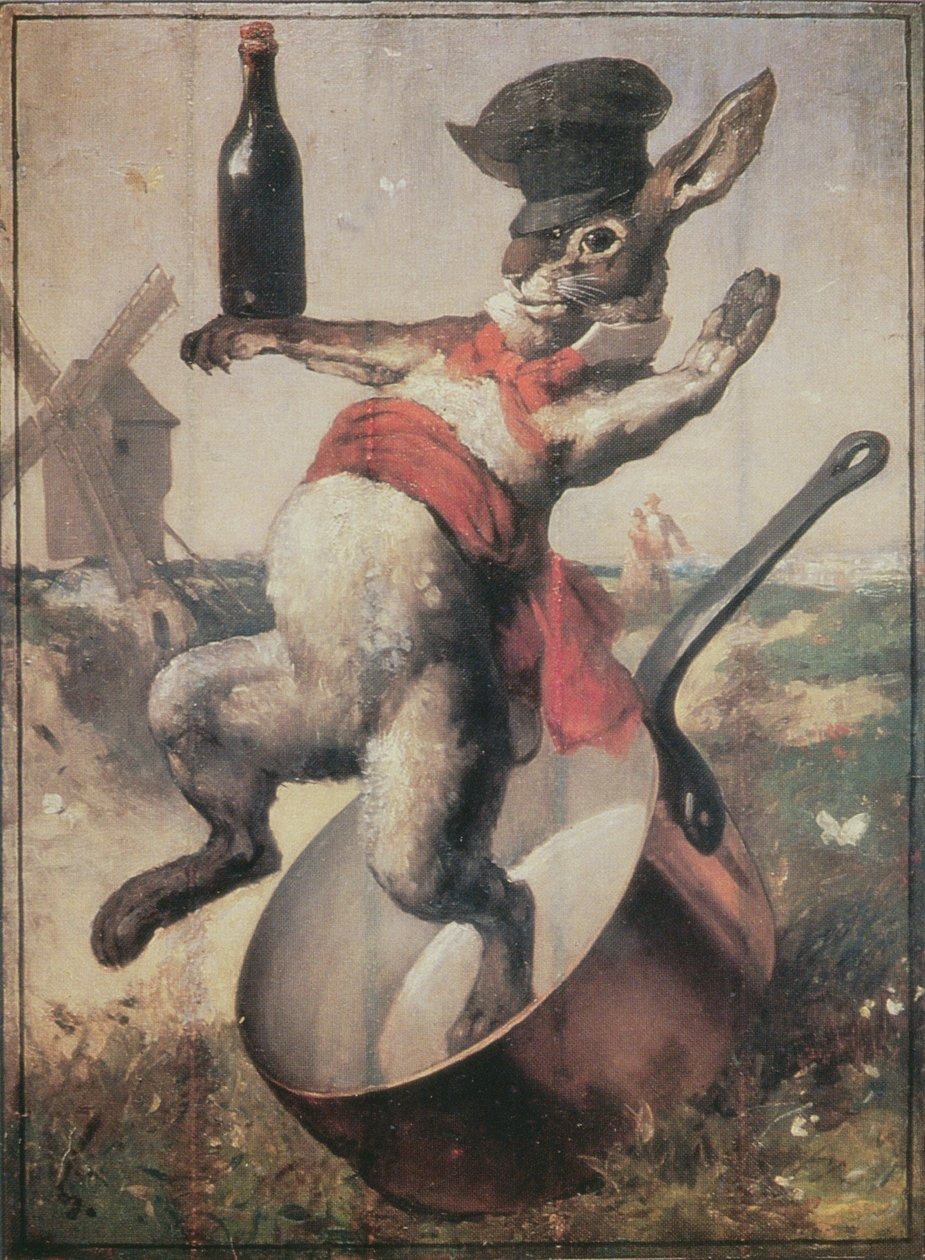
Enseigne du Lapin Agile, par André Gill (1875)
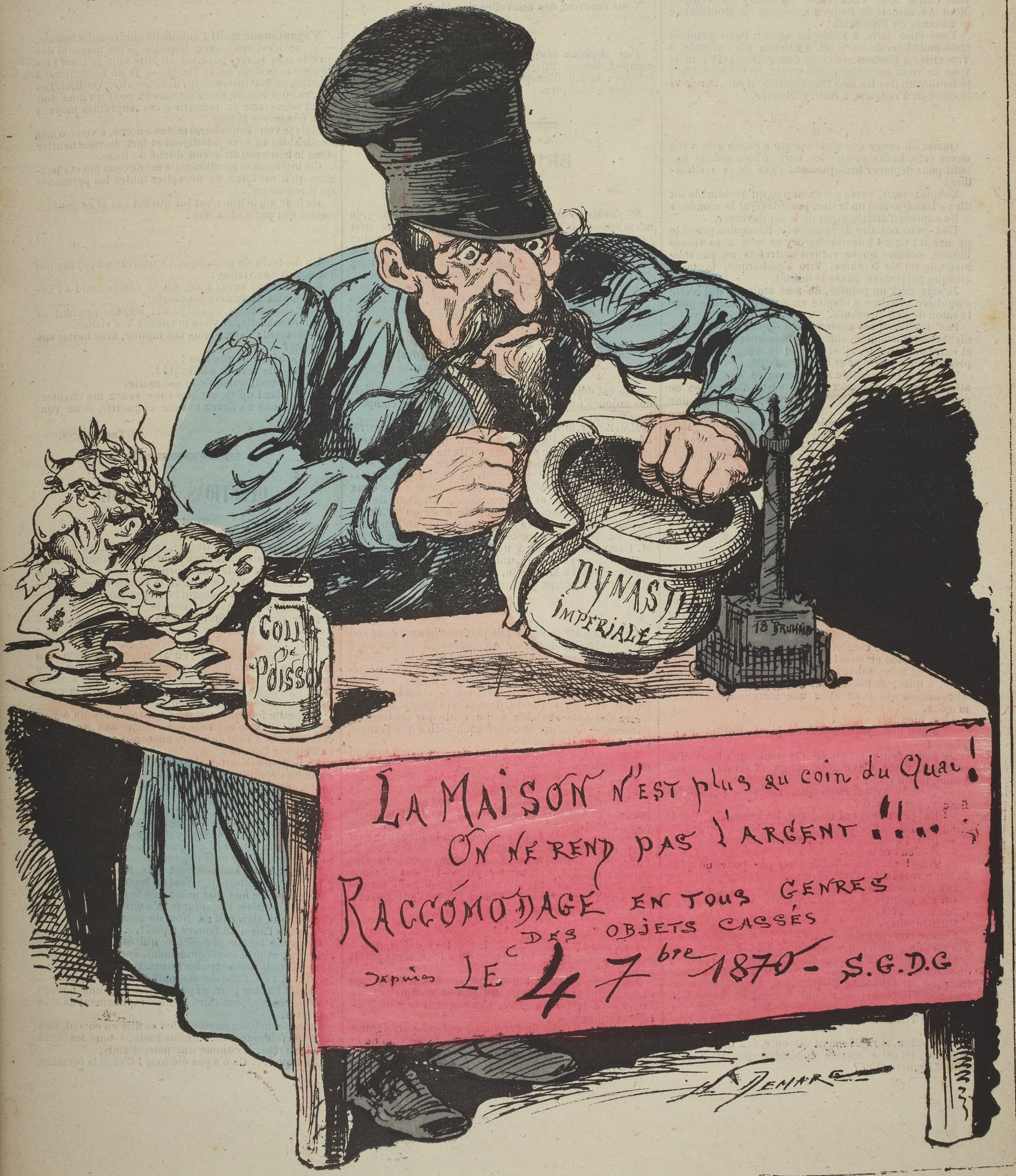
Napoléon III, par Henri Demare (1880)
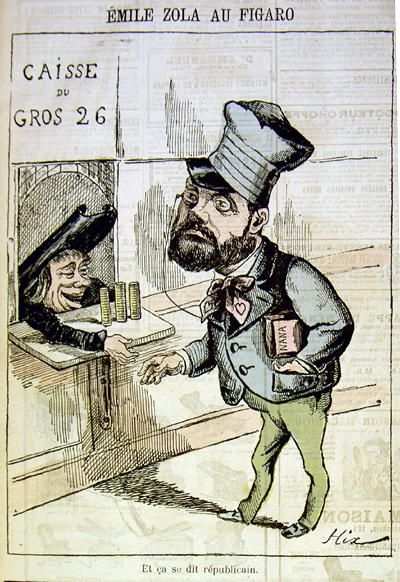
Zola au Figaro, par Hix (1881)
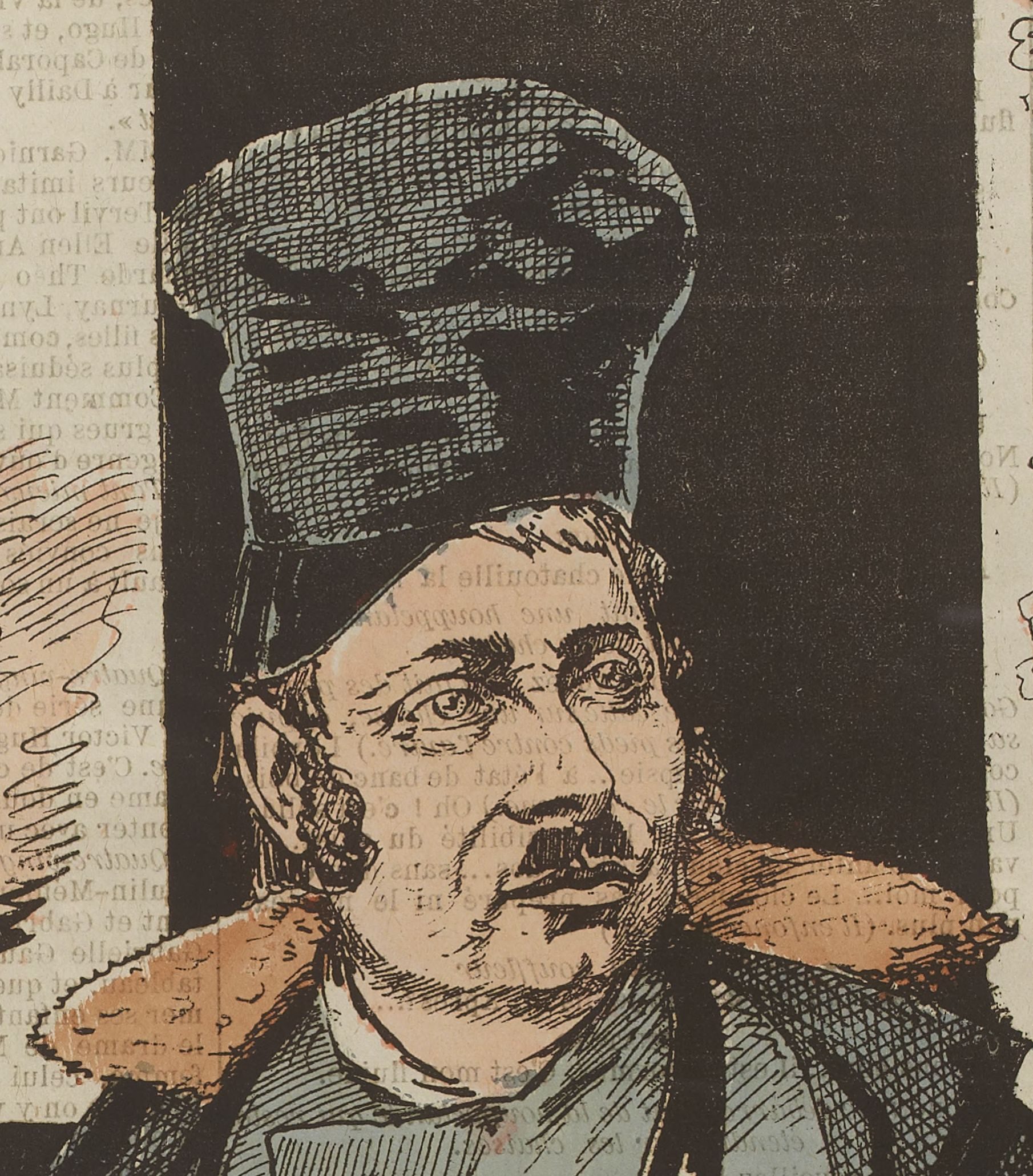
Louis Péricaud, par Émile Cohl (1882)
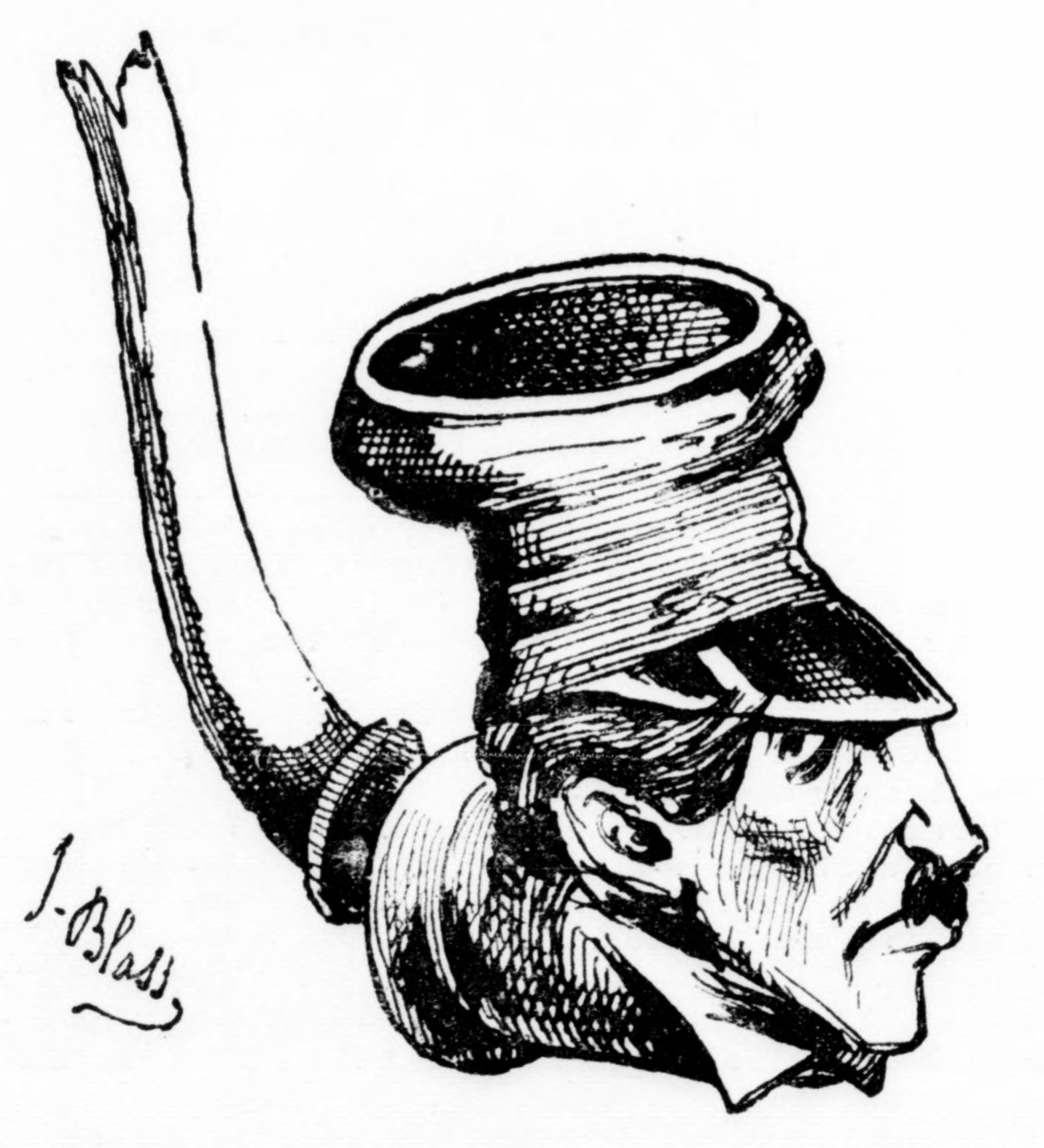
Pipe « à trois ponts », par J. Blass (1880)
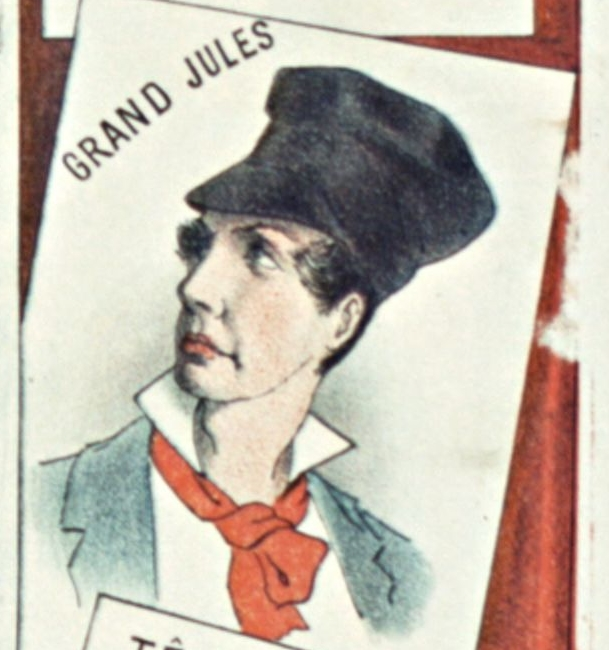
Détail d’une affiche de mélodrame (1882)
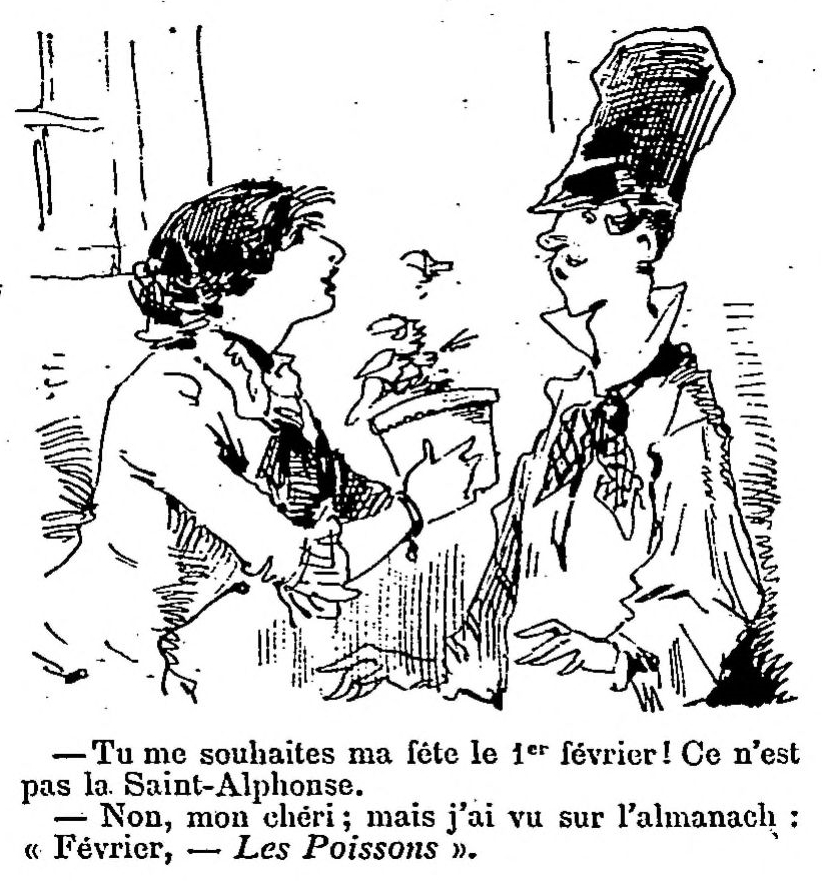
Dessin de Trock (1883)
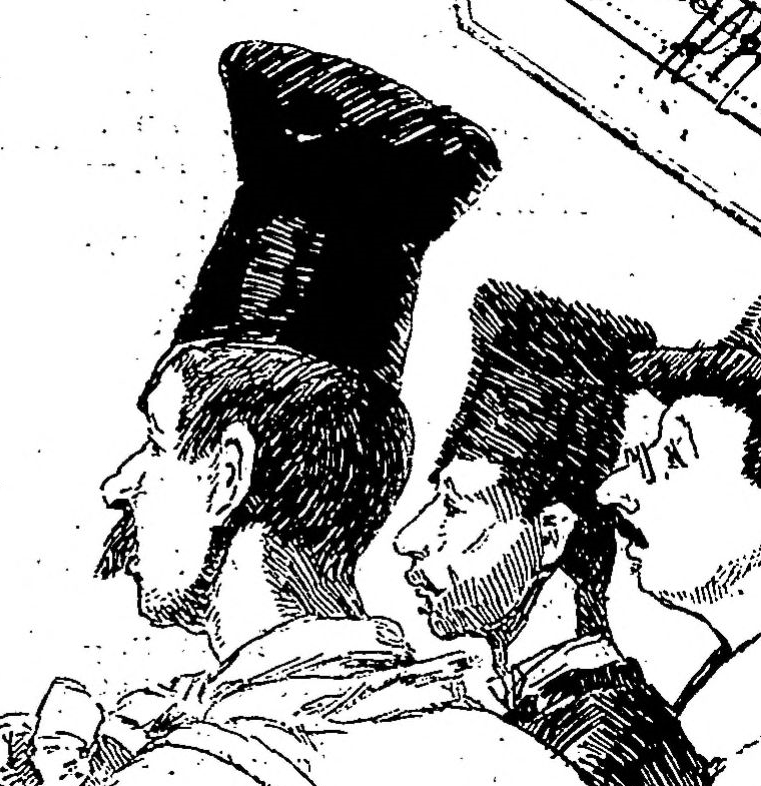
Détail d’un dessin de Caran d’Ache (1884)
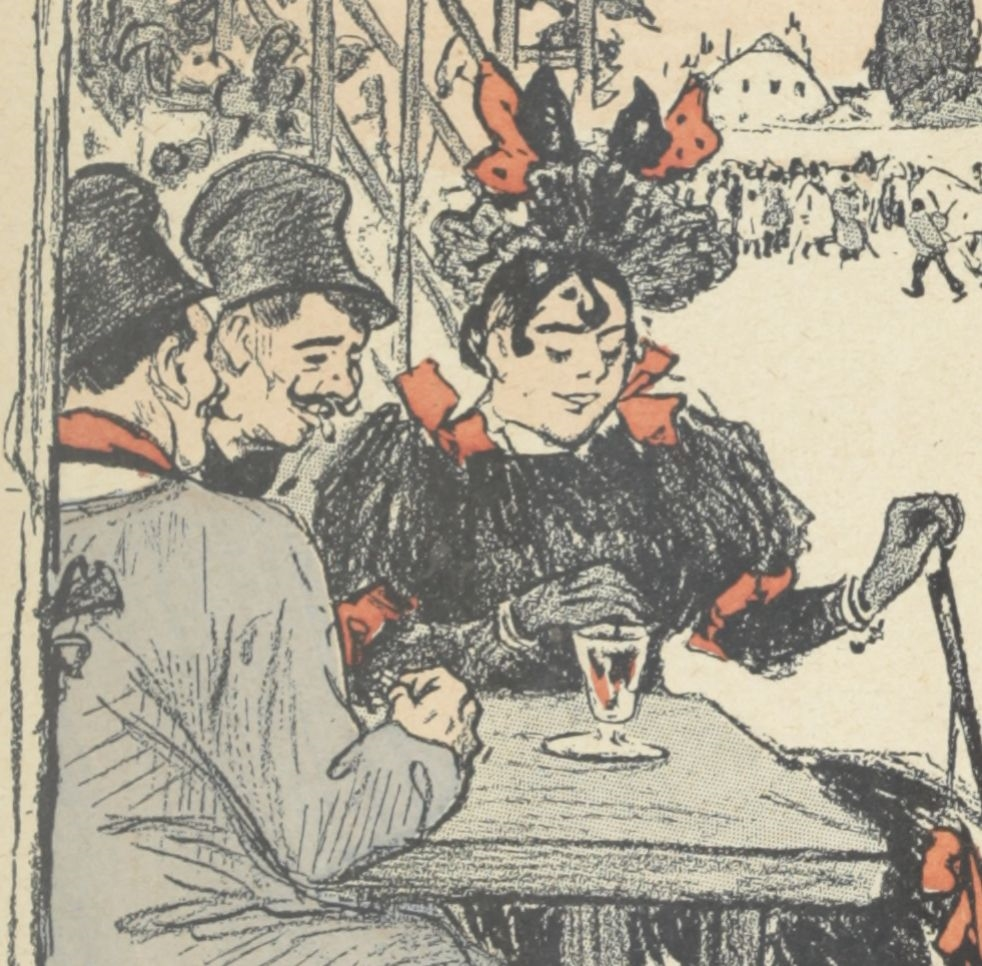
Filles et marlous, par Steinlen, détail (1901)
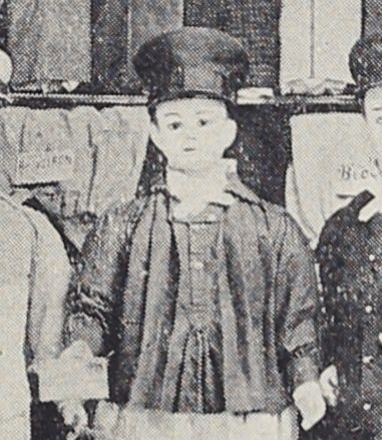
Mannequin avec une Desfoux (vers 1890)
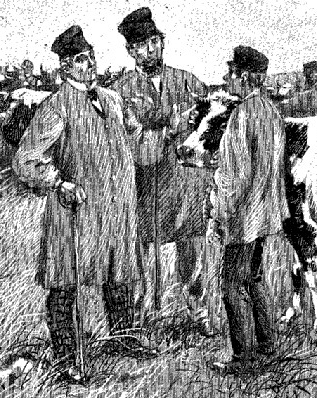
Maquignons (1894)